# Estación de San José de Valderas
San José de Valderas es una estación de la línea C-5 de Cercanías Madrid ubicada en el barrio del mismo nombre, en Alcorcón, al norte del centro urbano y junto al centro comercial homónimo.
Su tarifa corresponde a la zona B1 según el Consorcio Regional de Transportes.

## Situación ferroviaria
La estación forma parte del trazado de la línea férrea de ancho ibérico Móstoles-Parla, punto kilométrico 13,5.

## Historia
Esta estación tuvo sus orígenes en un apeadero de la línea de vía estrecha Madrid-Almorox. Tras desmantelar dicha línea y convertir parte de ella en una nueva línea de ancho ibérico, obra que comenzó en 1973 y concluyó tres años después, este apeadero pasó a formar parte de la nueva línea Aluche-Móstoles, dando servicio al barrio por el que coge su nombre, que permite la conexión del mismo con la capital. 
El 29 de octubre de 1976 se abrió al público la línea ferroviaria entre Aluche y Móstoles, denominada C-6, la cual tenía también cinco estaciones intermedias: Fanjul, Las Águilas, Cuatro Vientos, San José de Valderas y Alcorcón. Fue estación de esta línea hasta la fusión y absorción por parte de la C-5.
En 1989, con la construcción del nuevo centro comercial aledaño, se amplió y se le dotó de un nuevo acceso posterior.
Con la remodelación completa que tuvo lugar entre 2017 y 2020, la estación mejoró su infraestructura, incorporando ascensores y facilitando el acceso para personas con movilidad reducida.

## Líneas y conexiones

### Cercanías
| procedencia/destino                                                                         | < estación     | línea | estación > | destino/procedencia |
| ------------------------------------------------------------------------------------------- | -------------- | ----- | ---------- | ------------------- |
| Humanes FuenlabradaH                                                                        | Cuatro Vientos |       | Alcorcón   | Móstoles-El Soto    |
| H La mitad de los trenes llegan hasta Fuenlabrada e inician su recorrido en dicha estación. |                |       |            |                     |

### Autobuses
| Diurnos |                                     |                                           |               |
| Línea   | Destino                             | Parada                                    | Operador      |
| 2       | Circular (> Ondarreta)              | 8542 Av. Lisboa-Est. San José de Valderas | Arriva Madrid |
| 2       | Circular (> Prado de Santo Domingo) | 8543 Av. Lisboa-Est. San José de Valderas | Arriva Madrid |

| Diurnos   |                                  |                                           |                           |
| Línea     | Destino                          | Parada                                    | Operador                  |
| 511       | Alcorcón (por Parque Lisboa)     | 8542 Av. Lisboa-Est. San José de Valderas | Arriva Madrid             |
| 513       | Alcorcón (Polígono Urtinsa)      | 8542 Av. Lisboa-Est. San José de Valderas | Arriva Madrid             |
| 520       | Móstoles                         | 8542 Av. Lisboa-Est. San José de Valderas | Arriva Madrid             |
| 560       | Alcorcón                         | 8542 Av. Lisboa-Est. San José de Valderas | Avanza Movilidad Integral |
| 510       | Villaviciosa de Odón - El Bosque | 8543 Av. Lisboa-Est. San José de Valderas | Arriva Madrid             |
| 511       | Madrid (Príncipe Pío)            | 8543 Av. Lisboa-Est. San José de Valderas | Arriva Madrid             |
| 513       | Madrid (Príncipe Pío)            | 8543 Av. Lisboa-Est. San José de Valderas | Arriva Madrid             |
| 520       | Alcorcón                         | 8543 Av. Lisboa-Est. San José de Valderas | Avanza Movilidad Integral |
| 560       | Pozuelo de Alarcón               | 8543 Av. Lisboa-Est. San José de Valderas | Avanza Movilidad Integral |
| Nocturnos |                                  |                                           |                           |
| Línea     | Destino                          | Parada                                    | Operador                  |
| N502      | Alcorcón Madrid (Príncipe Pío)   | 8542 Av. Lisboa-Est. San José de Valderas | Arriva Madrid             |